# Милан Босиљчић Бели
Милан Босиљчић Бели (Ужице, 20. септембар 1931 — Београд, 31. децембар 2019) био је југословенски и српски глумац, најпознатији по улогама у индијанским филмовима.

## Биографија
Након завршетка школе Босиљчић је почео да студира спорт у Београду. Током студија успоставио је прве контакте са филмом, јер су у то време у Југославији настали многи међународни авантуристички филмови и вестерн-филмови, чији статисти су углавном били студенти Београдског универзитета за спорт (попут Гојка Митића). 1957. године остварио је прву малу филмску улогу у француско-југословенском авантуристичком филму „Бурлак“. Италијански режисер Алберто Латуада, у чијим је филмовима Босиљчић имао два рана наступа, препоручио му је да похађа глумачку школу у Риму, коју је похађао две године.
Прихватио је филмске понуде у Немачкој наредних година. Играо је у два филма о Нибелунгену и филму Карла Маја "Винету и његов пријатељ Олд Фајрхенд". Веће улоге добио је од 1968. у источно-немачкој ДЕФА. Овде је играо као протагониста у индијанским филмовима због чега је у Источној Немачкој постао популаран као "Милан Бели".
У Источној Немачкој је радио као кореограф за плесне сцене. Такође је играо као глумац у научнофантастичном филму "У прашини звезда". Овај филм из 1976. године била му је 50. филмска продукција. 1983. снимио је свој последњи филм за ДЕФА.
Након још многих појављивања на филму и телевизији, Босиљчић је 2017. играо мађарског краља у телевизијској серији Немањићи — рађање краљевине, и то му је била последња улога.
Босиљчић је, поред матерњег - српског језика, такође говорио енглески, немачки, италијански и француски језик.
Преминуо је 31. децембра 2019. у Београду.
Његов син Милан Босиљчић такође је глумац и плесач.

## Филмографија
| Год.    | Назив                                     | Улога                      |
| ------- | ----------------------------------------- | -------------------------- |
| 1950-е▲ |                                           |                            |
| 1958.   | La tempesta                               |                            |
| 1959.   | Il vendicatore                            |                            |
| 1960-е▲ |                                           |                            |
| 1962.   | La steppa                                 | Димов                      |
| 1963.   | Невесињска пушка                          |                            |
| 1964.   | Дуги бродови                              |                            |
| 1965.   | Onkel Toms Hütte                          |                            |
| 1965.   | Проверено нема мина                       | Партизан                   |
| 1965.   | Друга страна медаље                       | пијани морнар              |
| 1966.   | До победе и даље                          |                            |
| 1966.   | Winnetou und sein Freund Old Firehand     | Винс                       |
| 1966.   | Die Nibelungen, Teil 1 - Siegfried        | Данкварт                   |
| 1967.   | Die Nibelungen, Teil 2 - Kriemhilds Rache | Данкварт                   |
| 1967.   | The One Eyed Soldiers                     | путник на станици          |
| 1968.   | Брат доктора Хомера                       |                            |
| 1968.   | Сарајевски атентат                        | Ађутант Оскара Поћорека    |
| 1969.   | Осека                                     |                            |
| 1969.   | Mit mir nicht, Madam!                     | Бил                        |
| 1970-е▲ |                                           |                            |
| 1971.   | Енејида (ТВ Серија)                       |                            |
| 1972.   | Изданци из опаљеног грма                  |                            |
| 1973.   | Сутјеска (филм)                           | Члан енглеске војне мисије |
| 1974.   | Ужичка република (филм)                   | Партизан са седом брадом   |
| 1976.   | Ужичка република (серија)                 | Партизан са седом брадом   |
| 1978.   | Тигар (филм)                              | Немац, Тамарин нови муж    |
| 1980-е▲ |                                           |                            |
| 1984.   | Пази шта радиш (Матуранти)                |                            |
| 1985.   | Гвоздени пут (серија)                     | Хенинг                     |
| 2000-е▲ |                                           |                            |
| 2006.   | А3 – Рокенрол узвраћа ударац              | Младин отац на свадби      |
| 2010-е▲ |                                           |                            |
| 2018.   | Немањићи — рађање краљевине               | Емерик, мађарски краљ      |